# Осада Бендер (1789)
Осада Бендер (турецк. Bender Kuşatması) — одно из сражений Русско-турецкой войны 1787—1791 гг. во время осенней кампании 1789 года.

## Перед осадой
Целью кампании 1789 года было занятие целого ряда укрепленных мест в османском пограничье. 11 июля российская Южная армия под командованием Потёмкина начала наступление к Бендерам, но продвигалась вперёд крайне медленно. 28 июля (8 августа) авангард переправился через Днестр у Дубоссар и 4-го вступил в Кишинёв. Затем из-за нерешительности командующего в действиях армии наступил перерыв. Только 18 (29) августа часть его армии (одна дивизия и лёгкие войска) подошли к Бендерам. Потёмкин считал, что в Бендерах находится лишь слабый гарнизон, и крепостью будет легко овладеть. Турки открыли огонь из орудий, не причинивший русским никакого вреда. Лёгкие войска сожгли запасы зерна на берегу Днестра, и 21 августа армия вернулась в Кишинёв. Потёмкин не знал: осаждать Бендеры или идти на соединение с армией, действовавшей в Молдавском княжестве.
Только после разгрома А. В. Суворовым главной турецкой армии у Рымника Потёмкин приступил к блокаде Бендер. Вначале были захвачены Гаджибей и Аккерман, чтобы отрезать туркам помощь со стороны моря, а затем Южная армия 29 октября (9 ноября) подошла к Бендерам и стала на правом берегу, а отряд И. В. Гудовича — на левом.

## Осада
Осадная армия была расположена полукругом на расстоянии пушечного выстрела от крепости, её фланги упирались в реку. На левом фланге артиллерия состояла из 14 полевых, а на правом — из 6 осадных и 69 полевых орудий. 50 запорожских дубов (судов) блокировали крепость вдоль левого берега реки.
30 октября Потёмкин предложил капитуляцию по образцу Аккерманской, с выходом гарнизона, но турки ответили отказом. В этот же день казаки под командой генерал-поручика Самойлова выбили турок из северного форштадта.
Затем в течение двух ночей выше крепости в излучине реки были заложены траншеи и установлены батареи по 8 орудий, которые начали обстрел моста и трёх восточных бастионов. С левого берега эти же бастионы также подверглись продольному артиллерийскому обстрелу. Три северных бастиона обстреливались анфиладным огнём с левого берега Днестра.
Усиленный артогонь заставил 3 (14) ноября коменданта капитулировать на условиях выхода гарнизона и населения.

## Результаты
Российской армии в качестве трофеев достались 300 орудий, 12 тысяч пудов пороха и многого другого военного имущества и продовольствия.
Бендерский гарнизон (16 тысяч) под командой Исмаил-паши ушёл в Измаил. Всё мусульманское население города (22 тысячи человек) добровольно последовало за ним.
С капитуляцией Бендер закончилась кампания 1789 года на европейском ТВД. Князь Потёмкин был награждён императрицей Екатериной золотым лавровым венком.